# آینده رچت و کلنک: جستجو برای غنیمت
آینده رچت و کلنک: جستجو برای غنیمت (انگلیسی: Ratchet & Clank Future: Quest for Booty) یک بازی ویدئویی در سبک سکوبازی است که توسط اینسامنیاک گیمز توسعه یافته و به‌وسیلهٔ سونی کامپیوتر انترتینمنت و در پلت‌فرم پلی‌استیشن ۳ منتشر شده‌است. این بازی دومین قسمت از سری آینده رچت و کلنک به‌شمار می‌رفت. جستجو برای غنیمت از طریق شبکه پلی‌استیشن در تاریخ ۲۱ اوت ۲۰۰۸، در آمریکایی شمالی و اروپا در دسترس قرار گرفت، و نسخهٔ دیسک بلوری آن نیز در ۱۲ و ۲۵ سپتامبر ۲۰۰۸، در اروپا و آسیا منتشر شد. بازی از جایی ادامه می‌یابد که آینده رچت و کلنک: ابزار تخریب تمام می‌شود، جایی که کلنک توسط زونی ربوده شده و رچت برای یافتن او تلاش می‌کند.